# Мельбурн Ребелс
Мельбурн Ребелс  — професійний регбійний клуб, що базується у Мельбурні, Вікторія, Австралія. Клуб дебютував у змаганнях ліги Супер Регбі в сезоні 2011 року. 

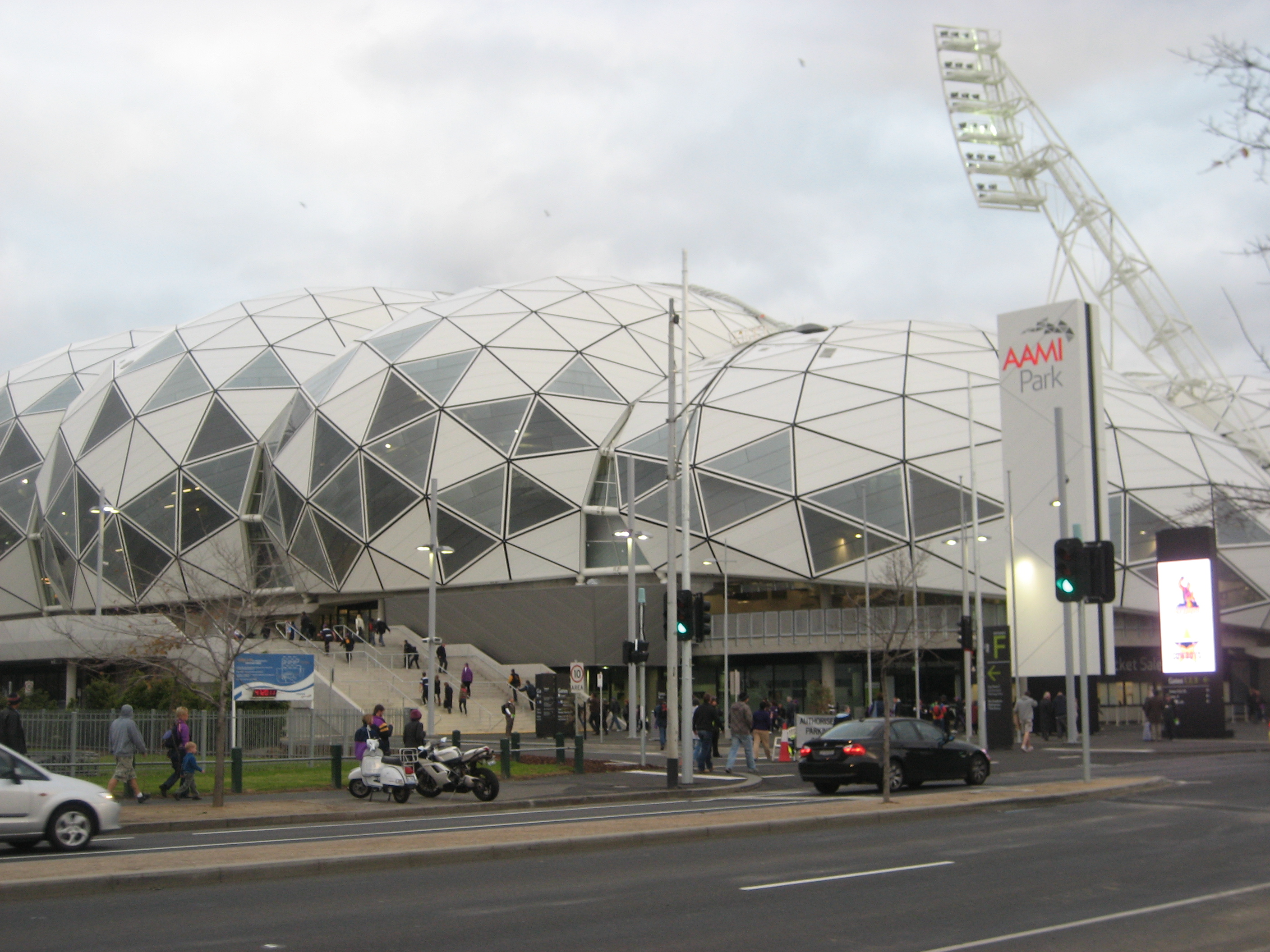
AAMI Парк – домашня арена Мельбурн Ребелс